# Klaus Biemann
Klaus Biemann (Innsbruck, 2 novembre 1926 – 2 giugno 2016) è stato un chimico austriaco, professore emerito di chimica al Massachusetts Institute of Technology. Il suo lavoro è stato centrato sull'analisi strutturale in chimica organica e biochimica. Nel 1993 è stato ammesso nell'Accademia Nazionale Statunitense delle Scienze.

## Riconoscimenti
- Franklin Medal (2007)
- ACS Analytical Chemistry Award (2001)
- Pehr Edman Award (1992)
- Thomson Medal (1991)
- Newcomb-Cleveland Prize (1978)
- Fritz Pregl Medal (1977)
- NASA Exceptional Scientific Achievement Medal (1977)
- Powers Award (1973)
- Stas Medal (1962)